# Dreszcze
Dreszcze è un film polacco del 1981 diretto da Wojciech Marczewski.